# 연안전투함

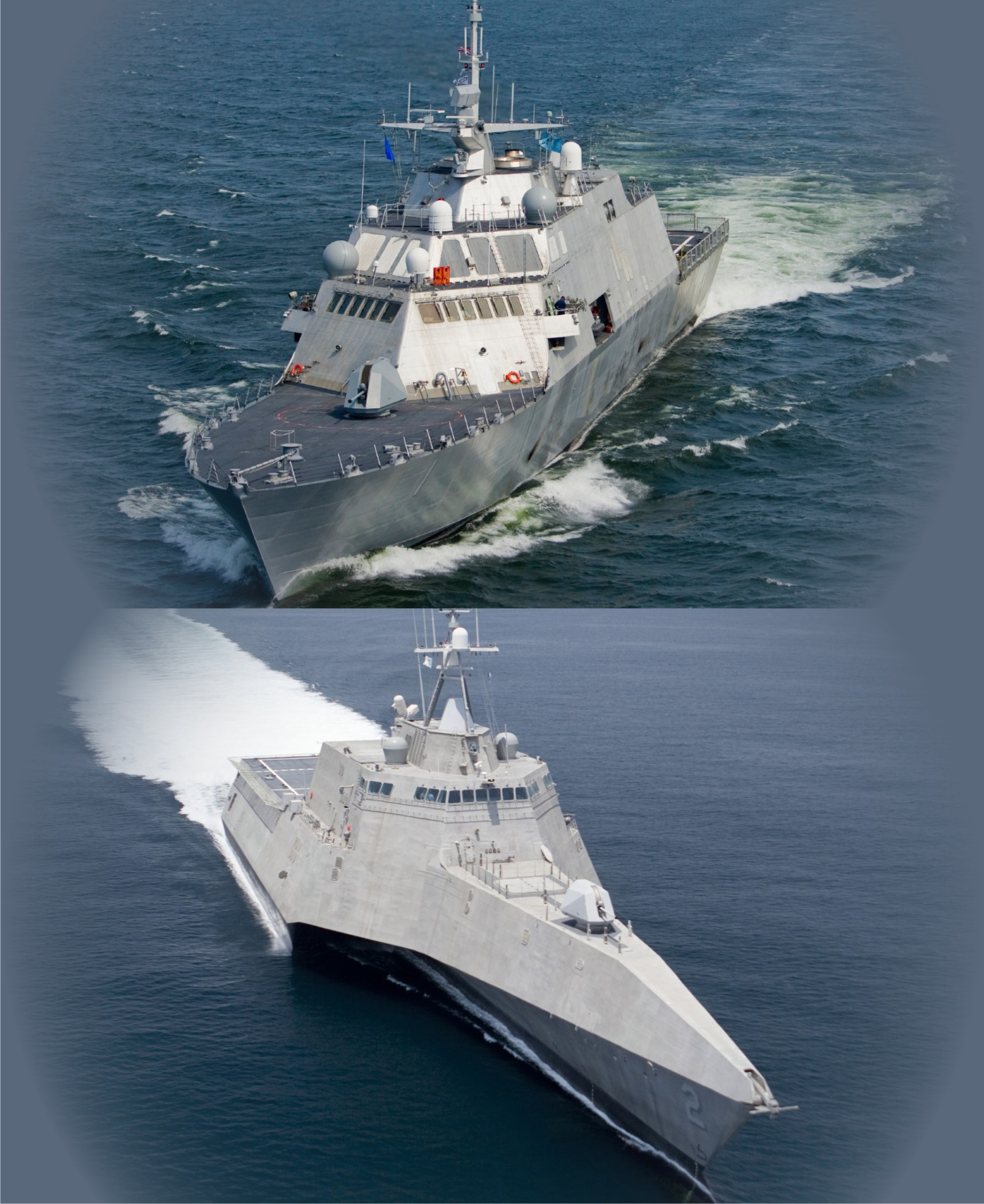
LCS-1 프리덤 (위) LCS-2 인디펜던스 (아래)

연안 전투함(영어: Littoral combat ship, LCS)은 미국 해군이 현재 개발하고 있는 신형 전투함이다.

## 장점
고도의 기동성과 스텔스 능력 등 다양한 첨단 능력을 장비한 함정이 연안전투함이다. 미국에서 개발한 것으로, 기존의 선형 동체를 탈피해 새로운 선형을 도입했다. 특히 LCS-1 프리덤은 고속으로 항해하기 위해 활주형 선형을 채택했다. 또한, LCS-2 인디펜던스는 삼동선 선형을 택했다. 삼동선의 특징으로는 기존의 함정에 비해, 분산된 형태를 가졌기 때문에 파도의 저항을 적게 받아 빠르게 기동할 수 있다. 또한, 후미 갑판에 공간이 비교적 여유롭게 생겨, 넓은 공간과 큰 헬기 갑판을 가질 수 있다.

## 같이 보기
- 056형 호위함

1. ↑  “연안전투함”. 2019년 11월 13일에 확인함.